# IC 2255
IC 2255 — галактика типу *Grp (велика група зірок) у сузір'ї Рак.
Цей об'єкт міститься в оригінальній редакції індексного каталогу.